# Roztyly metróállomás
Roztyly egy metróállomás Prágában a prágai C metró vonalán.

## Szomszédos állomások
A metróállomáshoz az alábbi állomások vannak a legközelebb:
- Kačerov (Letňany)
- Chodov (Háje)

## Átszállási kapcsolatok
| C (Letňany ↔ Háje) |                        |                         |
| Állomás            | Átszállási kapcsolatok | Fontosabb létesítmények |
| Roztyly            | 135, 203               |                         |